# Ilha Joana Bezerra
Ilha Joana Bezerra é um bairro do Recife, Pernambuco.
Fica às margens do Rio Capibaribe. Faz limites com os bairros São José, e através  do rio com Coelhos, Ilha do Leite, Ilha do Retiro, Afogados. Trata-se de um dos bairros que tem hoje o maior Pólo Jurídico da cidade com o complexo do Fórum Desembargador Rodolfo Aureliano e a ESMAPE - Escola Judicial de Pernambuco. Na área de Saúde, faz limite com os bairros do principal polo de médico da cidade do Recife (bairros de Paissandu e Ilha do Leite, além de ficar próximo ao Derby e outros bairros em referência do maior polo médico da cidade e sendo o Recife o segundo maior polo médico do Brasil. Na Ilha Joana Bezerra em sua área há um centro de reabilitação infantil a AACD - Associação de Assistência à Criança Deficiente.  Há também o COMPAZ - Dom Helder Câmara ( O Centro Comunitário da Paz - Compaz - foi concebido com foco na prevenção à violência, inclusão social e fortalecimento comunitário. Baseado na experiência colombiana das Bibliotecas Parques e também de outras fontes de espaços de cidadania, o Compaz possui outras unidades no Recife. Conhecidos como "Fábricas de Cidadania", os equipamentos se destacam tanto pela estrutura, quanto pela quantidade dos serviços e atendimentos oferecidos, a exemplo de cursos de capacitação. Os Compaz fazem parte da Secretaria de Segurança Urbana da Prefeitura do Recife).  
Na Ilha Joana Bezerra está localizada a comunidade do Coque.

## História
Até o Século XIX o local era uma ilha fluvial no Rio Capibaribe, cuja área aumentava e diminuía ao sabor das marés. Era de propriedade do comerciante Belchior Bezerra e sua esposa Joana Bezerra. Durante a expansão populacional, seus proprietários doaram a ilha à prefeitura do Recife, que após algum tempo a transformou em bairro, com o nome de Ilha de Joana Bezerra, em homenagem à antiga proprietária.

### Coque
A Ilha Joana Bezerra, no entanto, tem um nome não oficial: Coque, por conta da antiga profissão da maioria dos moradores do local: extração de carvão mineral, também conhecido por coque. Para a população local, os dois nomes se confundem em um único bairro: um nome oficial e um nome oficioso.
O Coque é o último colocado no ranking do IDH do Recife, com a população sofrendo problemas de saneamento, educação saúde, moradia, meio-ambiente, sendo a violência o item mais marcante na comunidade.
Ações de cidadania são comuns no Coque, como o Museu da Beira da Linha do Coque, Biblioteca Comunitária, Academia da Cidade e outros. A mais marcante é a Orquestra Criança Cidadã, também chamada Meninos do Coque

## Instituições de destaque
- Fórum Desembargador Rodolfo Aureliano[3]
- Hospital da Associação de Assistência à Criança Deficiente (AACD)[3]
- ESMAPE - Escola Judicial de Pernambuco
- COMPAZ - Dom Helder Câmara
- Fundação Ana Lima

## Demografia
- População: 12629 habitantes [7]
- Área: 87 ha
- Densidade demográfica: 144,85 hab./ha